# MIDAS 5
MIDAS 5 – amerykański satelita obrony przeciwrakietowej. Piąty statek wysłany w ramach programu MIDAS (ang. Missile Defense Alarm System, czyli system ostrzegawczy obrony rakietowej) należącego do US Air Force. MIDAS 5 prowadził testy związane z obserwacjami Ziemi w promieniach podczerwonych w celu wykrywania startów radzieckich rakiet balistycznych. Drugorzędnymi celami misji były pomiary promieniowania kosmicznego, cząstek energetycznych i wpływu środowiska przestrzeni kosmicznej na wybrane substancje.

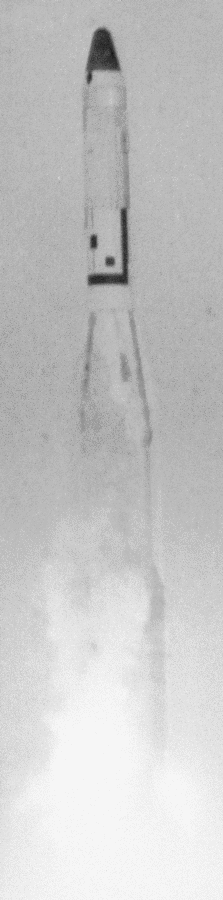
Rakieta Atlas Agena B z satelitą MIDAS 5 na pokładzie

Statek pozostaje na orbicie okołoziemskiej, której żywotność szacowana jest na 100 tysięcy lat.
Skonstruowała go firma Lockheed Missiles and Space Division (obecnie Lockheed Martin Missiles and Space), w ramach rządowego kontraktu.

## Ładunek
- Monitor promieniowania kosmicznego
- Eksperyment pomiaru wysokoenergetycznych protonów
- Radiometr (masa 1,68 kg)

Radiometr skanujący był zdolny do mierzenia emisji termicznej Ziemi i promieniowania słonecznego odbitego od powierzchni Ziemi. Radiometr składał się z m.in.: układu optycznego i filtrów umieszczonych w wieżyczce; dwóch bolometrów (razem 175 detektorów PbS): czułego na promieniowanie termiczne, 3,5 - 30 μm, i czułego na światło widzialne i bliską podczerwień, 0,2 - 4,5 μm); systemu telemetrii. Każdy detektor miał pole widzenia około 5 stopni. Taki sam przyrząd poleciał na satelitach MIDAS 3 i MIDAS 4, z takim wyjątkiem, że ten wyposażony był w obrotowe zwierciadło pozwalające skanować Ziemię od horyzontu do horyzontu; wyprodukowany przez Baird-Atomic Inc. (obecnie Baird Corporation).
- Eksperyment badania wpływu promieniowania kosmicznego na różne metale i emulsje